# 御名部皇女
御名部皇女（みなべのひめみこ）は、天智天皇の皇女で、母は蘇我倉山田石川麻呂の娘の姪娘。元明天皇の同母姉。高市皇子の正妃となり、長屋王を生む。大宝律令施行後は御名部内親王とも記述される。
没年は未詳であるが、息子の長屋王が神亀5年（728年）に奉納したと言われる長屋王願経（神亀経）の釈文（写経の目的は父母の菩提を弔う、とする）から、この年以前には死去したものと考えられる。
中継ぎとして即位した妹の元明天皇を激励する歌が『万葉集』にある。

## 御名部皇女に関する歌
- 和銅元年 元明天皇の御製
  - 大夫（ますらを）の鞆（とも）の音すなり物部（もののふ）の　大臣（おほまへつきみ）楯立つらしも [万葉集 巻1-76]
- 御名部皇女の和（こた）へ奉れる御歌
  - 吾が大君ものな思ほし皇神の　継ぎて賜へる我なけなくに　[万葉集 巻1-77]

## 血縁
- 父：天智天皇
- 母：蘇我姪娘（父：蘇我倉山田石川麻呂）
- 同母妹：阿閇皇女（元明天皇）
- 夫：高市皇子
  - 子：長屋王
  - 孫：膳夫王、桑田王、葛木王、鉤取王、安宿王、黄文王、山背王、教勝、円方女王、賀茂女王